# Kung Fu Meets the Dragon
A Kung Fu Meets the Dragon (vagy Heart of the Dragon) egy 1975-ös album a The Upsetters zenekartól.

## Számok

### A oldal
1. "Theme From Hong Kong"
2. "Heart of the Dragon"
3. "Hold Them Kung Fu"
4. "Flames of the Dragon"
5. "Scorching Iron"

### B oldal
1. "Skango"
2. "Fungaa"
3. "Black Belt"
4. "Iron Fist"
5. "Kung Fu Man"

## Zenészek
- háttérzenekar : The Upsetters
- dob : Ben Bow & Mikey Boo Richards
- basszusgitár : Boris Gardiner
- lead gitár : Chinna
- zongora : Keith Sterling
- kürt : Bobby Ellis & Dirty Harry
- melodika : Augustus Pablo
- ütősök : Lee Perry & Skully

## Külső hivatkozások
- https://web.archive.org/web/20081006191211/http://www.roots-archives.com/release/625